# Gilead (roman)
Pour les articles homonymes, voir Gilead.
Gilead (titre original : Gilead) est un roman américain de Marilynne Robinson publié aux États-Unis en 2004 et lauréat du National Book Critics Circle Award et du prix Pulitzer de la fiction en 2005. Traduit de l'anglais par Simon Baril, il est publié en France en 2007 aux éditions Actes Sud.